# Bierne
Ne doit pas être confondu avec Bierné.
Pour l’article ayant un titre homophone, voir Biernes.
Bierne est une commune française située dans le département du Nord, en région Hauts-de-France.

## Géographie

### Description

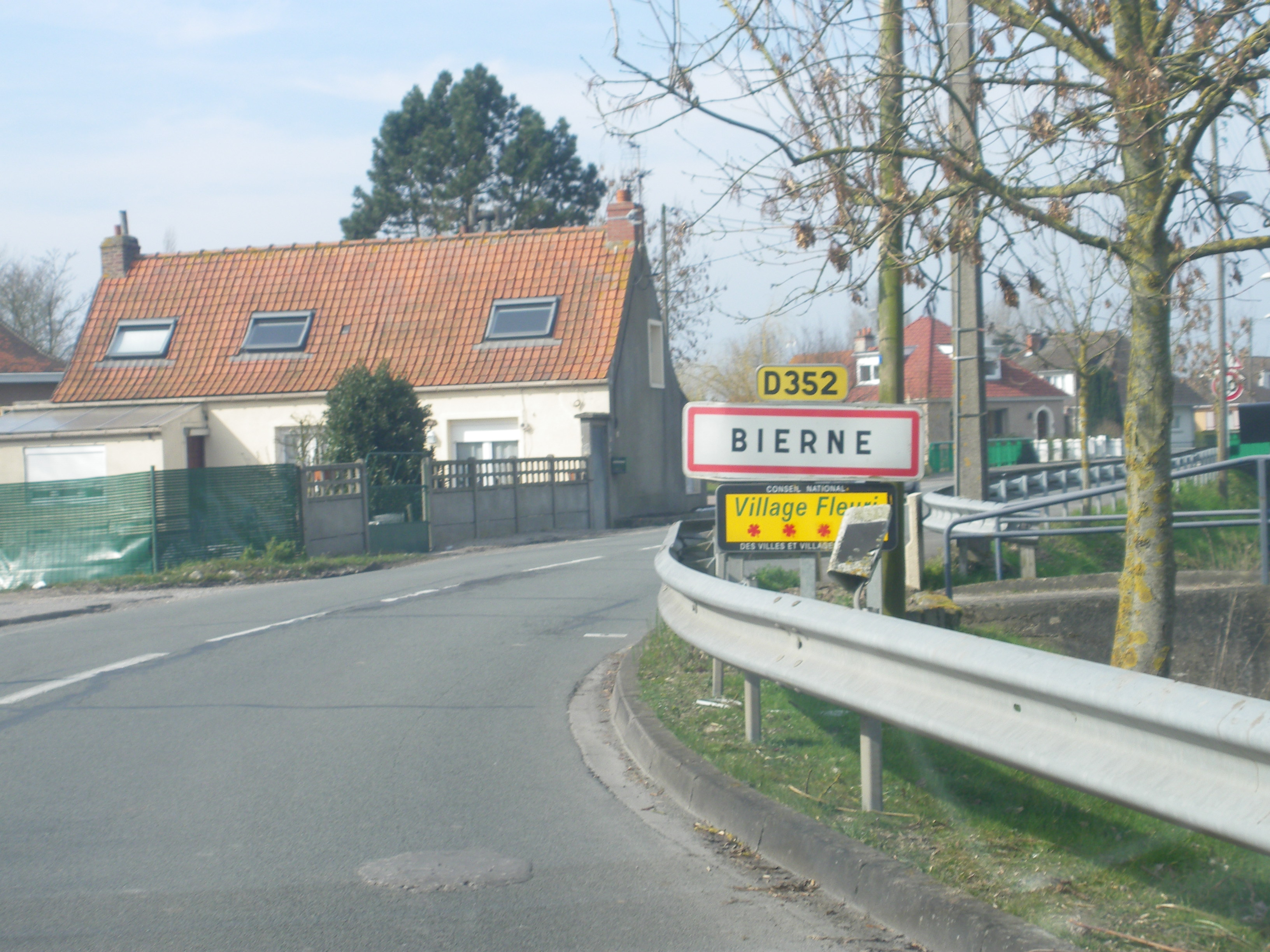
Une entrée de la commune.

Bierne est un bourg périurbain jouxtant à l'ouest Bergues et  situé dans la région historique des Flandres française, plus précisément, le Blootland.
Il se trouve à 10 km au sud  de Dunkerque et du littoral de la Manche, 12 km à l'ouest de la frontière franco-belge et 46 km au sud-ouest d'Ostende, 59 km au nord-ouest de Lille et 27 km de Saint-Omer.
La commune se trouve dans l'aire d'attraction de Dunkerque et dans sa zone d'emploi, ainsi que dans l'unité urbaine de Bierne et dans le bassin de vie de cette ville.

### Communes limitrophes
Les communes limitrophes sont Bergues, Socx, Steene, Armbouts-Cappel, Cappelle-la-Grande et Téteghem-Coudekerque-Village.
| Cappelle-la-Grande | Bergues | Téteghem-Coudekerque-Village |
| Armbouts-Cappel    | Bierne  | Bergues                      |
| Steene             |         | Socx                         |

### Hydrographie

#### Réseau hydrographique
La commune est située dans le bassin Artois-Picardie. Elle est drainée par le canal de la Haute Colme, l'Houtgracht, la Rokamerdyck, la Shelvliet, le Bierendyck, la Nouveau Bierendyck, divers bras de décharge de la Haute-Colme, le Coe Dyk, l'Oude Gracht et divers autres petits cours d'eau,.
| (texte à fusionner) Bierne est située sur le canal de la Haute Colme; une écluse étant placée sur le parcours à Bierne. Plusieurs ruisseaux et canaux drainent le territoire communal, dont le Craene Becque, le Verkerde, le Bieren Dyck, le Hout Gracht, le canal de Steene, le Oude Gracht, le Rookamer Dyck |

Le canal de la Haute-Colme relie l'Aa à Watten au canal de Bergues et au canal de la Basse-Colme à Bergues. Il fait partie du canal de la Colme, et correspond à la partie occidentale, la seule encore accessible à la navigation fluviale.

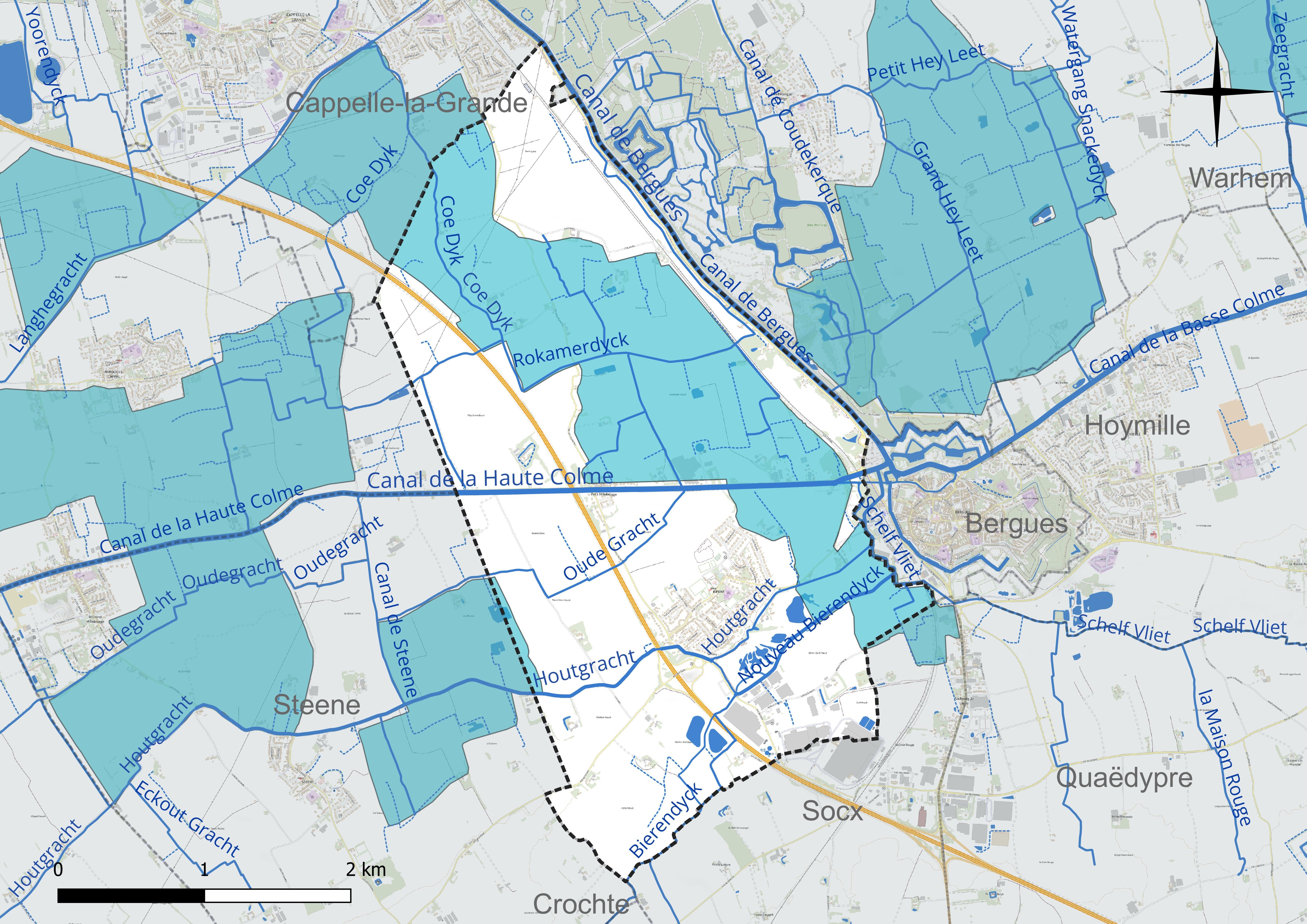
Carte hydrographique de la commune.
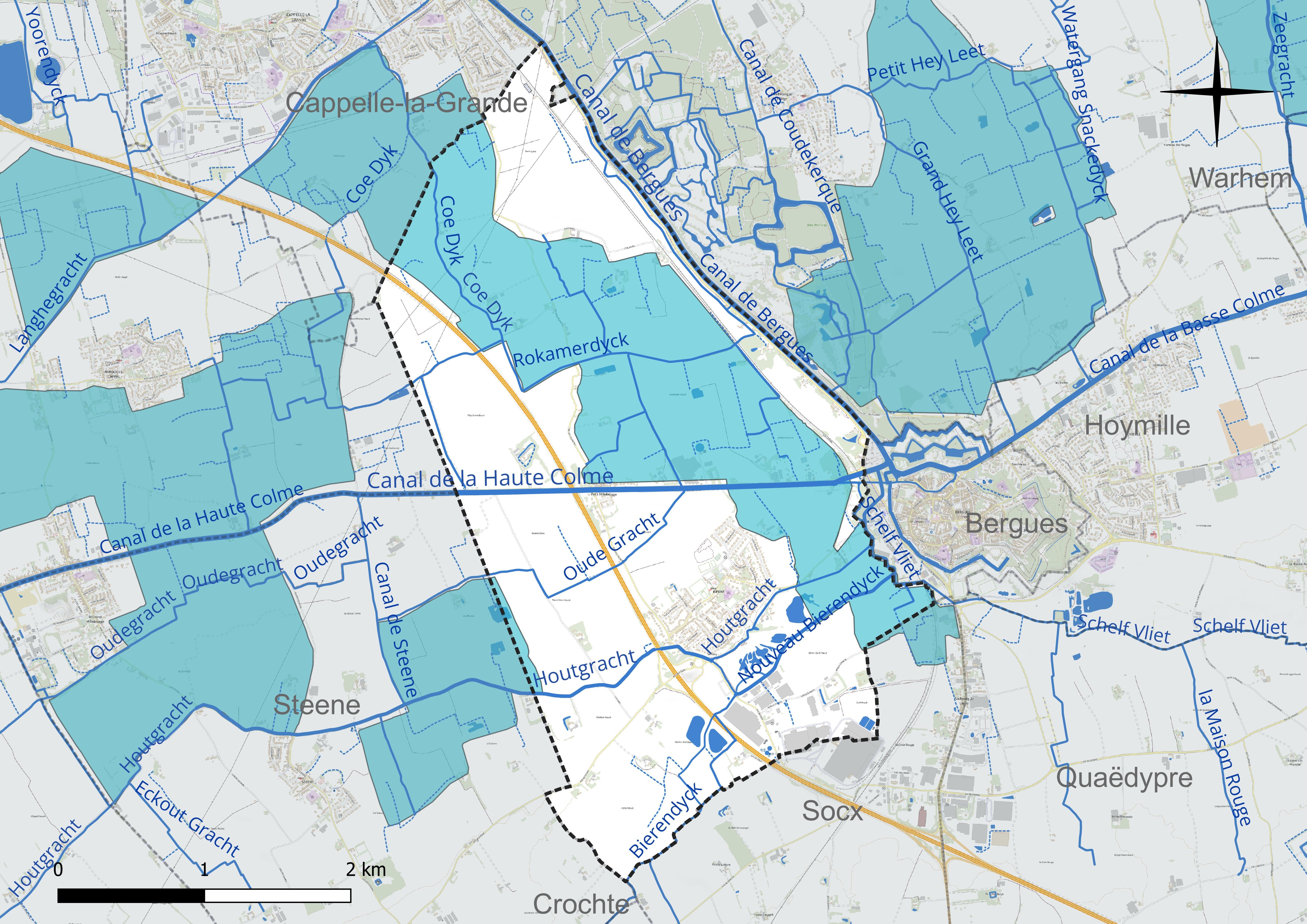
Réseau hydrographique de Bierne.

#### Gestion et qualité des eaux
Le territoire communal est couvert par le schéma d'aménagement et de gestion des eaux (SAGE) « Delta de l'Aa ». Ce document de planification concerne un territoire de 1 208 km2 de superficie, délimité par le bassin versant de l'Aa. Le périmètre a été arrêté le 18 août 2000 et le SAGE proprement dit a été approuvé le 15 mars 2010. La structure porteuse de l'élaboration et de la mise en œuvre est l'Institution intercommunale des Wateringues.
La qualité des cours d'eau peut être consultée sur un site dédié géré par les agences de l'eau et l'Agence française pour la biodiversité.

### Climat
Pour des articles plus généraux, voir Climat des Hauts-de-France et Climat du Nord.
En 2010, le climat de la commune est de type climat océanique altéré, selon une étude du CNRS s'appuyant sur une série de données couvrant la période 1971-2000. En 2020, Météo-France publie une typologie des climats de la France métropolitaine dans laquelle la commune est exposée à un climat océanique et est dans la région climatique Côtes de la Manche orientale, caractérisée par un faible ensoleillement (1 550 h/an) ; forte humidité de l'air (plus de 20 h/jour avec humidité relative > 80 % en hiver), vents forts fréquents.
Pour la période 1971-2000, la température annuelle moyenne est de 10,6 °C, avec une amplitude thermique annuelle de 13,8 °C. Le cumul annuel moyen de précipitations est de 735 mm, avec 12,2 jours de précipitations en janvier et 8 jours en juillet. Pour la période 1991-2020, la température moyenne annuelle observée sur la station météorologique la plus proche, située sur la commune de Dunkerque à 9 km à vol d'oiseau, est de 11,7 °C et le cumul annuel moyen de précipitations est de 690,8 mm,. Pour l'avenir, les paramètres climatiques de la commune estimés pour 2050 selon différents scénarios d'émission de gaz à effet de serre sont consultables sur un site dédié publié par Météo-France en novembre 2022.

## Urbanisme

### Typologie
Au 1er janvier 2024, Bierne est catégorisée petite ville, selon la nouvelle grille communale de densité à sept niveaux définie par l'Insee en 2022.
Elle appartient à l'unité urbaine de Bergues, une agglomération intra-départementale regroupant quatre  communes, dont elle est ville-centre,,.
Par ailleurs la commune fait partie de l'aire d'attraction de Dunkerque, dont elle est une commune de la couronne,. Cette aire, qui regroupe 66 communes, est catégorisée dans les aires de 200 000 à moins de 700 000 habitants,.

### Occupation des sols

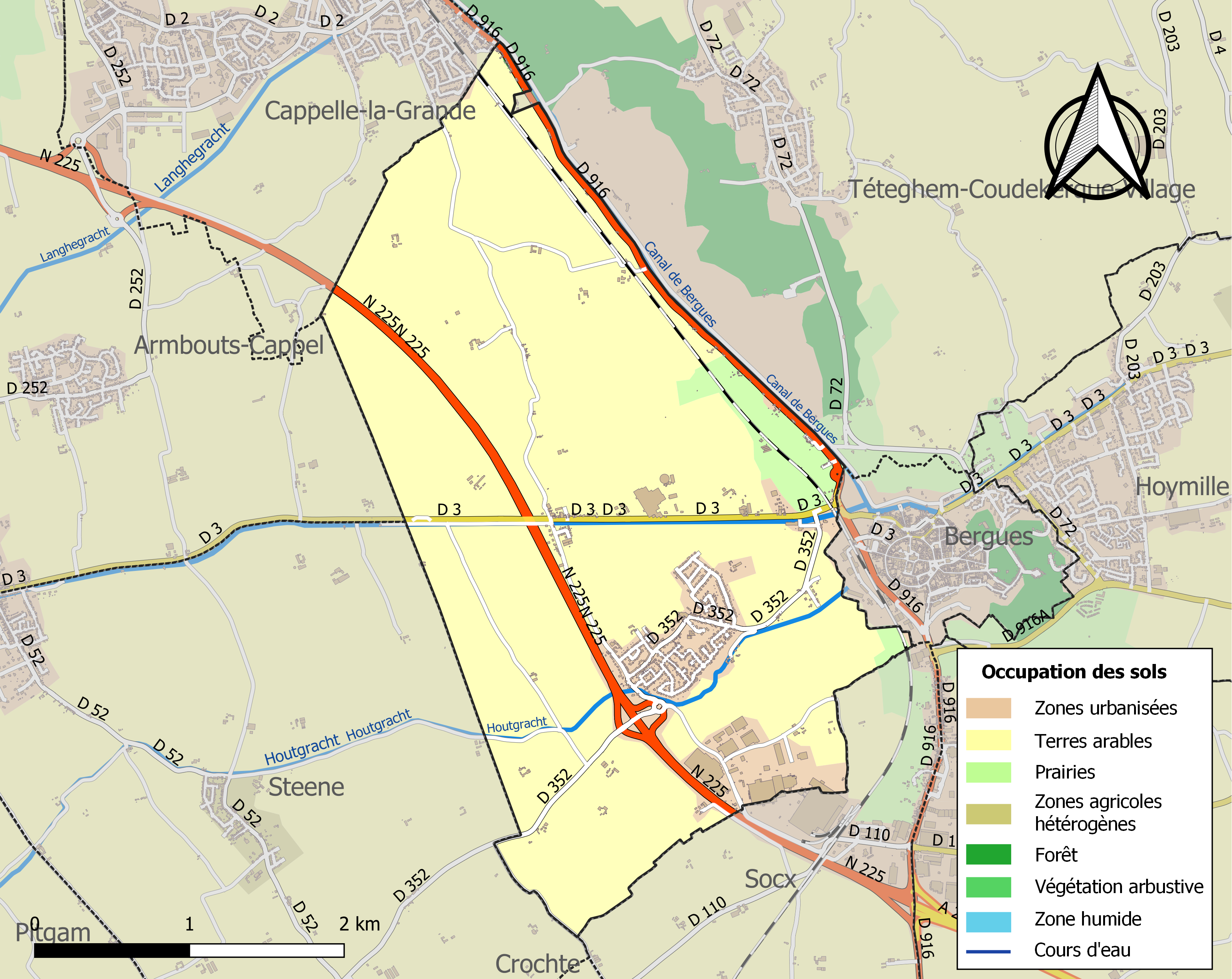
Carte des infrastructures et de l'occupation des sols de la commune en 2018 (CLC).

L'occupation des sols de la commune, telle qu'elle ressort de la base de données européenne d'occupation biophysique des sols Corine Land Cover (CLC), est marquée par l'importance des territoires agricoles (88,9 % en 2018), en diminution par rapport à 1990 (92,9 %). La répartition détaillée en 2018 est la suivante : 
terres arables (85 %), zones urbanisées (6,6 %), prairies (3,9 %), zones industrielles ou commerciales et réseaux de communication (3,7 %), espaces verts artificialisés, non agricoles (0,6 %), forêts (0,2 %). L'évolution de l'occupation des sols de la commune et de ses infrastructures peut être observée sur les différentes représentations cartographiques du territoire : la carte de Cassini (XVIIIe siècle), la carte d'état-major (1820-1866) et les cartes ou photos aériennes de l'IGN pour la période actuelle (1950 à aujourd'hui).

### Lieux-dits, hameaux et écarts
La commune de Bierne compte un hameau important le Petit Millebrugghe.

### Habitat et logement
En 2021, le nombre total de logements dans la commune était de 722, alors qu'il était de 709 en 2016 et de 615 en 2011.
Parmi ces logements, 95,3 % étaient des résidences principales, 0,8 % des résidences secondaires et 3,9 % des logements vacants. Ces logements étaient pour 96,4 % d'entre eux des maisons individuelles et pour 3,4 % des appartements.
Le tableau ci-dessous présente la typologie des logements à Bierne en 2021 en comparaison avec celle du Nord et de la France entière. Une caractéristique marquante du parc de logements est ainsi la faible proportion des résidences secondaires et logements occasionnels (0,8 %) par rapport au département (1,8 %) et à la France entière (9,7 %). 
| Typologie                                               | Bierne | Nord | France entière |
| ------------------------------------------------------- | ------ | ---- | -------------- |
| Résidences principales (en %)                           | 95,3   | 90,9 | 82,2           |
| Résidences secondaires et logements occasionnels (en %) | 0,8    | 1,8  | 9,7            |
| Logements vacants (en %)                                | 3,9    | 7,4  | 8,1            |

### Voies de communication et transport
Bierne est desservie par la route nationale 225, une voie express.
Bierne est tangentée par la ligne d'Arras à Dunkerque-Locale, mais la station de chemin de fer la plus proche est la Gare de Bergues, desservie par des trains régionaux TER Hauts-de-France, qui effectuent des missions entre les gares de Lille-Flandres, ou d'Arras, ou d'Hazebrouck, et de Dunkerque.
La gare de Dunkerque, située à une dizaine de kilomètres, dispose en outre d'une desserte des TGV inOui en provenance de Paris-Nord via Arras, qui empruntent ensuite deux itinéraires différents : par Lille-Europe, ou par Lens et Hazebrouck. Il existe y  également un service de TERGV en provenance de Lille-Europe, voire d'Amiens via Arras.

## Toponymie
Le nom de la localité est attesté sous la forme Bieren en 1067.
Les origines du nom de Bierne ont été retrouvées en 1067 sur la 4e carte de Flandre. Il s'agissait de Bieren-hem (nom flamand) dont Bierne serait la traduction française avec pour signification « domaine de Bernard ».
Bieren en flamand.

## Histoire

### Moyen Âge
Bierne est mentionné pour la première fois dans la grande Charte du 27 mai 1067 par laquelle Baudouin VI, comte de Flandre, accorde à l'abbaye de Winoc de Bergues le privilège de pouvoir mettre à profit les terrae novae (nouvelles terres) qu'elle pourrait gagner sur tous les terrains sans usages (forêt, mer et marécages).
Bierne dépendait de la châtellenie de Bergues. L'abbaye de Saint-Winoc construit la première église du village, consacrée à saint Géry, évêque de Cambrai, vers 1067, date à laquelle elle est citée. Cette église primitive sera remplacée en 1414 par une construction plus imposante avec trois nefs, tour et flèche, consacrée au même saint.

### Époque moderne
En 1736, le responsable des fortifications de Dunkerque a décidé d'implanter une caserne à Bierne.
Du point de vue religieux, la commune était située dans le diocèse de Thérouanne puis dans le diocèse d'Ypres, doyenné de Bergues.

### Révolution française et Empire
Pendant la Révolution française, l'église datant de 1414 est vendue comme bien national et démolie.
En août septembre 1793, les ennemis coalisés contre la République française veulent assiéger Dunkerque. A cette fin, ils tentent de s'emparer de Bergues, ville fortifiée. Lors de ces combats pour Bergues les villages avoisinants dont Bierne, en subissent les conséquences : combats, maisons incendiées. Bierne est occupée par l'ennemi pendant quelques jours. Bierne subit  de la décision française d'inonder le pays à l'eau de mer pour protéger les deux villes. Bergues résiste, Dunkerque également, l'affaire se termine par la Bataille de Hondschoote, victoire française qui amène l'ennemi à quitter la région.

### Époque contemporaine
Pendant la première guerre mondiale, Bierne fait partie en 1917-1918 d'un commandement d'étapes basé à Bergues, c'est-à-dire un élément de l'armée organisant le stationnement de troupes, comprenant souvent des chevaux, pendant un temps plus ou moins long, sur les communes dépendant du commandement, en arrière du front. Bierne a donc accueilli des troupes de passage. Elle dépend également de celui de Spycker-Steene. En 1918, Bierne dépendait encore du commandement d'étapes de Coudekerque-Branche.
Le 13 mars 1918, vers 14 heures, un avion français venant du Bourget, piloté par l'adjudant Bernard Denizot, a perdu sa direction à cause du brouillard. Il s'est posé sans dommages sur le territoire de Bierne, au sud du canal de la Colme. Il a été gardé pendant la nuit par des sapeurs du 3e régiment du génie, cantonnés à la Malterie. Il est reparti le 14 mars dans la matinée par ses propres moyens.

## Politique et administration

### Rattachements administratifs et électoraux

#### Rattachements administratifs
La commune se trouve depuis 1803 dans l'arrondissement de Dunkerque du département du Nord.
Elle faisait partie depuis 1793 du canton de Bergues. Dans le cadre du redécoupage cantonal de 2014 en France, cette circonscription administrative territoriale a disparu, et le canton n'est plus qu'une circonscription électorale.

#### Rattachements électoraux
Pour les élections départementales, la commune fait partie depuis 2014 du canton de Coudekerque-Branche
Pour l'élection des députés, elle fait partie de la quatorzième circonscription du Nord.

### Intercommunalité
Bierne était membre de la communauté de communes du canton de Bergues, un établissement public de coopération intercommunale (EPCI) à fiscalité propre créé en 1992 et auquel la commune avait transféré un certain nombre de ses compétences, dans les conditions déterminées par le code général des collectivités territoriales.
Dans le cadre des dispositions de la loi portant nouvelle organisation territoriale de la République du 7 août 2015, qui prévoit que les établissements publics de coopération intercommunale (EPCI) à fiscalité propre doivent avoir un minimum de 15 000 habitants, cette intercommunalité a fusionné avec ses voisines pour former, le 1er janvier 2017, la communauté de communes des Hauts de Flandre dont est désormais membre la commune.

### Liste des maires
Maire en 1808 : Coudeville.
| Période                                  | Période                        | Identité                | Étiquette | Qualité |
| ---------------------------------------- | ------------------------------ | ----------------------- | --------- | --- |
| Les données manquantes sont à compléter. |                                |                         |           | |
|                                          |                                |                         |           | |
| avant 1795                               |                                | Louis Clays Venderhulst |           | Également maire de Bergues                                                                                     |
| avant 1802                               | 1807                           | Pierre Coppey           |           | |
| avant 1854                               |                                | Jeremy Meesemaecker.    |           | Cultivateur |
|                                          |                                |                         |           | |
| avant 1883                               |                                | Aug. Bastaert           |           | |
| 1887                                     | 1890                           | Aug. Bastaert           |           | |
| 1891                                     | 1896                           | Isaïe Meesemaecker.     |           | Cultivateur |
| 1897                                     | 1898                           | Henri Masselis          |           | |
| 1899                                     | 1904                           | Jules Lauwers           |           | |
| 1904                                     | 1929                           | Paul Meesemaecker       |           | Cultivateur |
| 1929                                     | 1977                           | Jean Paresys,           |           | |
| mars 1977                                | mars 1989                      | Pierre-Jean Leprêtre    | PS        | Instituteur Conseiller général de Bergues (1979 → 1985) Vice-président du Conseil général du Nord (1979 →1985) |
| mars 1989                                | mars 2008                      | Jean-Pierre Vercruysse  | SE        | Vice-président de la CCCB (1989 → 2007)                                                                        |
| mars 2008                                | septembre 2012                 | Johann Guillemain       | DVD       | Démissionnaire                                                                                                 |
| octobre 2012                             | mai 2020,                      | Gérard Lescieux,        | DVD       | Retraité |
| mai 2020                                 | janvier 2023                   | Jacques Bléja           |           | Retraité Démissionnaire                                                                                        |
| février 2023                             | avril 2024                     | Sébastien Lescieux      |           | Fils de Gérard Lescieux Contrôleur aérien à Lille - Lesquin Démissionnaire                                     |
| juillet 2024,                            | En cours (au 1er juillet 2024) | Jean-Jacques Verhaeghe  |           | |

### Distinctions et labels
La commune a été classée trois fleurs au concours des villes et villages fleuris.Abandonne en 2018.
Aménagement d'une zone humide, afin de recréer un biotope avec observation ornithologique et en prévention des crues.

## Équipements et services publics

### Enseignement
Bierne relève  de l'académie de Lille.
La commune dispose du groupe scolaire Joseph-Leprêtre, qui accueille 150 élèves répartis sur 6 classes, de la petite section de maternelle jusqu'au CM2 doté d'une cantine et d'un accueil périscolaire.

### Santé
Un pôle santé se trouve à Bierne
L'hôpital le plus proche se trouve à  Dunkerque (CHD).

## Population et société

### Démographie

#### Évolution démographique
L'évolution du nombre d'habitants est connue à travers les recensements de la population effectués dans la commune depuis 1793. Pour les communes de moins de 10 000 habitants, une enquête de recensement portant sur toute la population est réalisée tous les cinq ans, les populations de référence des années intermédiaires étant quant à elles estimées par interpolation ou extrapolation. Pour la commune, le premier recensement exhaustif entrant dans le cadre du nouveau dispositif a été réalisé en 2007.

En 2022, la commune comptait 1 744 habitants, en évolution de −4,02 % par rapport à 2016 (Nord : +0,51 %, France hors Mayotte : +2,11 %).
| 1793 | 1800 | 1806 | 1821 | 1831 | 1836 | 1841 | 1846 | 1851 |
| ---- | ---- | ---- | ---- | ---- | ---- | ---- | ---- | ---- |
| 483  | 505  | 514  | 509  | 501  | 496  | 515  | 514  | 505  |

| 1856 | 1861 | 1866 | 1872 | 1876 | 1881 | 1886 | 1891 | 1896 |
| ---- | ---- | ---- | ---- | ---- | ---- | ---- | ---- | ---- |
| 493  | 492  | 496  | 481  | 489  | 534  | 577  | 601  | 610  |

| 1901 | 1906 | 1911 | 1921 | 1926 | 1931 | 1936 | 1946 | 1954 |
| ---- | ---- | ---- | ---- | ---- | ---- | ---- | ---- | ---- |
| 612  | 622  | 672  | 669  | 660  | 629  | 707  | 659  | 669  |

| 1962 | 1968 | 1975 | 1982  | 1990  | 1999  | 2006  | 2007  | 2012  |
| ---- | ---- | ---- | ----- | ----- | ----- | ----- | ----- | ----- |
| 649  | 676  | 663  | 1 041 | 1 621 | 1 732 | 1 646 | 1 634 | 1 703 |

| 2017  | 2022  | - | - | - | - | - | - | - |
| ----- | ----- | - | - | - | - | - | - | - |
| 1 831 | 1 744 | - | - | - | - | - | - | - |

#### Pyramide des âges
La population de la commune est relativement jeune.
En 2018, le taux de personnes d'un âge inférieur à 30 ans s'élève à 36,3 %, soit en dessous de la moyenne départementale (39,5 %). À l'inverse, le taux de personnes d'âge supérieur à 60 ans est de 19,4 % la même année, alors qu'il est de 22,5 % au niveau départemental.
En 2018, la commune comptait 888 hommes pour 931 femmes, soit un taux de 51,18 % de femmes, légèrement inférieur au taux départemental (51,77 %).
Les pyramides des âges de la commune et du département s'établissent comme suit.
| Hommes | Classe d’âge | Femmes |
| ------ | ------------ | ------ |
| 0,1    | 90 ou +      | 0,4    |
| 3,5    | 75-89 ans    | 4,7    |
| 14,2   | 60-74 ans    | 15,7   |
| 24,9   | 45-59 ans    | 23,1   |
| 19,8   | 30-44 ans    | 21,0   |
| 15,9   | 15-29 ans    | 15,2   |
| 21,6   | 0-14 ans     | 19,9   |

| Hommes | Classe d’âge | Femmes |
| ------ | ------------ | ------ |
| 0,5    | 90 ou +      | 1,4    |
| 5,3    | 75-89 ans    | 8,1    |
| 14,8   | 60-74 ans    | 16,2   |
| 19,1   | 45-59 ans    | 18,4   |
| 19,5   | 30-44 ans    | 18,7   |
| 20,7   | 15-29 ans    | 19,1   |
| 20,2   | 0-14 ans     | 18     |

### Manifestations culturelles et festivités
- Sky Festival, festival de musique rock en juillet (3e édition le 7 juillet 2012) et abandonné depuis[réf. nécessaire].
- La fête communale est fixée au 3e dimanche de juillet.

### Sports et loisirs
Diverses associations sportives : basket-ball, football, judo, gymnastique, danse, yoga, pétanque et tennis de table.
Depuis 2014 Le groupe la Band'As Co est basé à Bierne.

### Média
Plusieurs journaux sont diffusés à Bierne : Le Nouveau Ptit Biernois, journal municipal, Le Journal des Flandres, hebdomadaire de la Flandre maritime et La Voix du Nord, quotidien régional.

### Cultes
Chrétien catholique dans l'église Saint Géry.

## Économie
- Ball Packaging (usine de fabrication de canettes métallique) est installé sur la commune depuis 1989.
- Kubota Farm Machinery (usine d'assemblage de tracteur de 150 ou 170 chevaux) s'installe sur la commune en 2014.

De nombreuses PME sont installées dans la Zone d'Activités et sur l'ensemble du territoire communal.
Une partie de la commune est encore consacrée à l'agriculture (élevage, céréales, lin...).

## Culture locale  et patrimoine

### Lieux et monuments

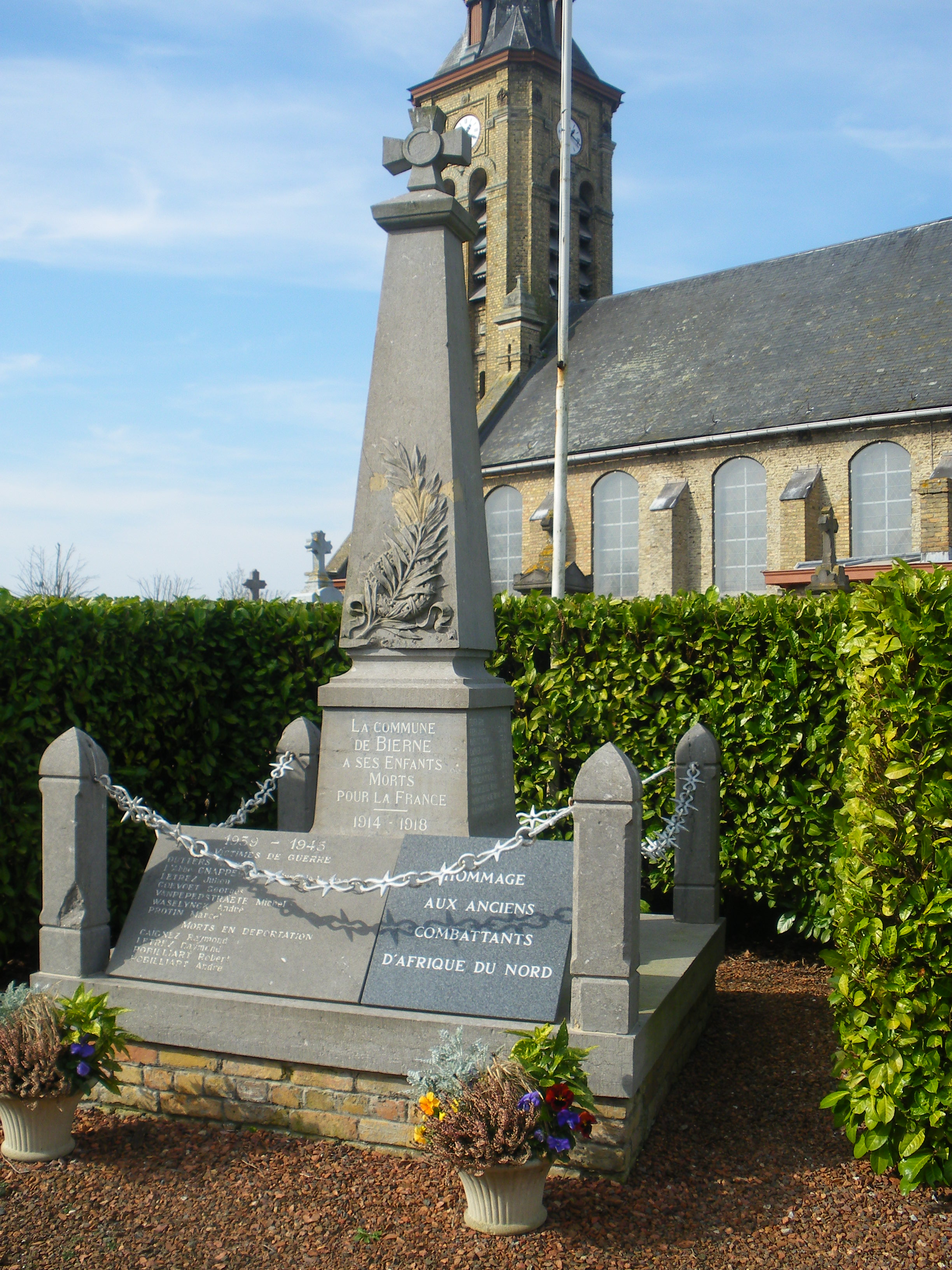
Le monument aux morts devant l'église.

- Église Saint-Géry[58]. L'église actuelle à une seule nef a été construite vers 1807. Son clocher date de 1891. Restaurée après la Seconde Guerre mondiale, pendant laquelle elle fut gravement endommagée à la suite des bombardements de 1940 pendant l'opération Dynamo.
L'église déjà citée en 1067 aurait été créée par l'abbaye Saint-Winoc de Bergues[21].
Son patron est l'évêque saint Géry (en flamand Gauwerik), évêque de Cambrai, dont la fête se célèbre le 12 août.
L'église possède un beau buste du saint dont le pied contient un reliquaire d'argent  de style Louis XV.
Jadis, au mois d'août, avait lieu une neuvaine très fréquentée. Saint Géry était invoqué par les mamans et leurs petits enfants contre la puissance des mauvais esprits et la maladie du carreau.
Le banc de communion en fer forgé à décoration polychrome et dorures se déploie sur toute la largeur de l'église.
L'église comporte un baptistère. Les vitraux sont dus au sieur J. Laurent de Lambersart. Le bel orgue à motifs Renaissance a été donné à l'église en 1869 par Monsieur Pierre Vernaelde, docteur en médecine, et a été considérablement augmenté depuis. Il est l'œuvre des ateliers de Monsieur Neuville de Rexpoëde et on le considère comme un des plus beaux de la contrée.
Devant le porche, une pierre tombale hélas effacée par le passage semble représenter un noble.
Quoique beaucoup plus récent, le clocher renferme une cloche datant de 1599. Elle aurait échappé aux réquisitions de la Révolution française grâce à la famille Bastraert qui eut soin de la cacher dans le fumier, pour la déterrer après le Concordat de 1801.
- Le monument aux morts.
- Bierne est traversé par le circuit cyclotouristique des Trésors cachés des églises de Flandre[59]

### Personnalités liées à la commune
- Georges Guynemer (1894-1917), as de l'aviation de la Première Guerre mondiale, dont l'escadrille des Cigognes stationne  sur l'aérodrome militaire de Bierne à compter du 12 juillet 1917. Il est logé à la ferme Deroo (aujourd'hui Debruyne), route des Sept Planètes[60].
- Albert Denvers (1905-2006), homme politique français socialiste, instituteur à Bierne de 1930 à 1937 dont la statue est érigée rue de l'Eglise.

Le nom de certains seigneurs nous est parvenu :
- Vers 1484, André de Bieren, écuyer, bailli de la comté du Vieuxbourg à Bergues, est l'époux de Marguerite de Visscher, dont une sœur Marie est abbesse de l'abbaye des filles de Saint-Victor à Bergues, et une autre sœur Catherine est l'épouse de Jean de Bavinchove[61].
- Vers 1491, Marie Pollart, abbesse de Saint-Victor à Bergues, est la marraine de François de Bieren, écuyer, avec le seigneur de Hornes, gouverneur de Bergues[62].
- Un Pierre van Bierne, chevalier, seigneur de Valebeck épouse au XVIe siècle une Catherine de Cupere (famille de Cupere) qui meurt à Saint-Georges-sur-l'Aa en 1563 tandis que Pierre van Bierne décède à Bourbourg où il est inhumé dans l'église paroissiale sous une sépulture ornée de ses armes[63].
- À la fin du XVe siècle, François de Bierne est possesseur d'un fief dans la châtellenie de Bourbourg[64]. Il le transmet à son fils Jacques de Bierne mort en 1573[64]. Jacques de Bierne, écuyer, seigneur de Halle, a été grand bailli de Bergues en 1564, et époux de Marie de Zuytpeene, fille de Philippe de Zuytpeene, écuyer, seigneur de Hoymille, et sœur de Jossine de Zuytpeene, abbesse de Saint-Victor de Bergues[65]. Jacques de Bierne est père de Jossine de Bierne, épouse de Jean d'Vutenhove, écuyer, seigneur de Santvelde, Most, etc., et filleule de Jossine de Zuytpeene[65]. Lui succède son fils Charles van Bierne, seigneur de la Halle ou de Halle[64].
- Entre 1583 et 1607, Charles van Bierne, écuyer, sieur de la Halle, sans doute le même que ci-dessus, est cité plusieurs fois en tant que membre des dirigeants de Bergues Saint Winoc[66]. Il est l'époux de Françoise de Heucy ou de Heuchin, fille de Louis de Heuchin, seigneur de Rebecques[64]. Il est également possesseur de deux fiefs dans la châtellenie de Bourbourg[64]. Le couple a pour héritier Jacques de Bierne, écuyer, seigneur de Rexpoede et d'Oost-Cappel. Celui ci vend en 1629 un des fiefs de Bourbourg avec le consentement de Charles de Bierne (le même qu'en 1586?), chevalier, seigneur de la Halle, de Hoymille et Quaedypre[64].
- Pour le second fief dans la châtellenie de Bourbourg, est retrouvé en 1634 Gérard van Bierne, écuyer, seigneur de Halle, Hoymille. Il meurt en 1682. Sa veuve Jeanne de Clais vend le fief à cette date[64].

### Héraldique
| Blason de Bierne | Blason  | D'argent à la croix de gueules, cantonnée de douze merlettes du même mises en orle. |
| Blason de Bierne | Détails | Le statut officiel du blason reste à déterminer.                                    |

## Pour approfondir